# Aglaia coriacea
Espèce
Statut de conservation UICN

 VU A1c : Vulnérable
Aglaia coriacea est une espèce de plantes de la famille des Meliaceae.

## Publication originale
- Annales Musei Botanici Lugduno-Batavi 4: 57. 1868.